# Aigle sportif des Brosses Villeurbanne
Maillots
L'Aigle sportif des Brosses Villeurbanne est un club de football du quartier des Brosses de Villeurbanne, ville dans la périphérie de Lyon dans le département du Rhône. Le club, fondé en 1965, connaît une montée fulgurante à la fin des années 1980 puisqu'elle obtient quatre promotions consécutives, passant de 1988 à 1992 du championnat de promotion d'honneur régional (3e niveau régional) au championnat de France de division 3. L'équipe redescendra tout aussi rapidement les échelons en subissant dès la fin de saison 1993-1993 six relégations de suite, avant de disparaître en 1997, ayant été relégué en promotion d'honneur régional à l'issue de la saison précédente.

## Palmarès
- Deuxième du groupe D de promotion d'honneur régional en 1989
- Vainqueur du groupe A de division d'honneur régional en 1990
- Champion de division d'Honneur en 1991
- Deuxième du groupe E de division 4 en 1992

## Joueurs notables
- Laurent Fournier

## Annexe